# 格劳堡
格劳堡是德国黑森州的一个市镇。总面积12.67平方公里，总人口3084人，其中男性1529人，女性1555人（2011年12月31日），人口密度243人/平方公里。